# Rufus Wilmot Griswold
Rufus Wilmot Griswold (Benson, Vermont, Estados Unidos; 13 de febrero de 1812-Nueva York, Nueva York, Estados Unidos; 27 de agosto de 1857) fue un antologista, editor, poeta y crítico literario estadounidense, muy conocido por su rivalidad con el poeta Edgar Allan Poe.
Nació en el estado de Vermont y dejó su casa a los quince años. Trabajó como periodista, editor y crítico en Filadelfia, en Nueva York y otros lugares. Adquirió reputación, en gran parte debido a una antología: The Poets and Poetry of America [Los poetas y la poesía de América]. Dicha antología, la más extensa de su tiempo, reunía lo más granado, según el compilador, de la poesía de su país a la sazón.
Griswold publicó versiones revisadas y antologías similares durante el resto de su vida, aunque de muchos de los poetas que quiso promover nunca más se supo. Muchos escritores desearon ingresar en estas ediciones, a pesar de quejarse del fiero carácter del antologista. Griswold estuvo casado en tres ocasiones: su primera esposa murió joven, su segundo matrimonio terminó en un controvertido divorcio, y su tercera esposa le dejó después de que el divorcio anterior fuese revocado.
Edgar Allan Poe, cuya poesía había sido incluida en la antología de Griswold, publicó una respuesta que cuestionaba a algunos de los poetas elegidos. Esto desencadenó una gran rivalidad entre ambos escritores, que se exacerbó cuando Griswold sucedió a Poe como editor de la Graham's Magazine, con un salario superior al de Poe. Más tarde, ambos competirían por la atención de la poetisa Frances Sargent Osgood. Nunca se reconciliaron. Tras la misteriosa muerte de Poe, en 1849, Griswold escribió una áspera esquela y logró convertirse en su albacea literario, iniciando luego una campaña para arruinar su reputación. Ello duró hasta su propia muerte, ocurrida ocho años más tarde, en 1857.
Griswold se consideró a sí mismo un experto en poesía norteamericana, y fue uno de los primeros en proponerla como disciplina académica. También apoyó introducir una legislación sobre copyright, hablando en el Congreso sobre la protección de la industria editorial, aunque él mismo había pirateado obras de otros. Un compañero editor declaró sobre él: «Cuanto más sonoros eran sus discursos, más deprisa rapiñaba».

## Biografía

### Primeros años
Griswold nació el 13 de febrero de 1812, en Vermont, cerca de Rutland, y se crio como calvinista estricto en la aldea de Benson. Fue el duodécimo de catorce hermanos; su padre era granjero y zapatero. En 1822, la familia vendió la granja de Benson, trasladándose al cercano Hubbardton. Fue un niño complejo, impredecible y temerario. Dejó su hogar a los quince años, sintiéndose «un alma solitaria, vagando por el mundo, un sin tierra, un pobre marginado».
Se trasladó a Albany, Nueva York, donde vivió con un periodista de veintidós años que también tocaba la flauta, llamado George C. Foster, conocido por su libro New-York by Gas-Light. Griswold vivió con Foster hasta que cumplió los diecisiete. Se dice que ambos pudieron haber mantenido una relación homosexual. Cuando Griswold la dio por concluida, Foster le escribió, rogándole que volviese, y rubricó la carta: «Ven conmigo si aún me quieres». Griswold trató de matricularse en el Rensselaer Polytechnic Institute en 1830, pero no se le permitió asistir a las clases al ser sorprendido tratando de gastar una broma a un profesor.

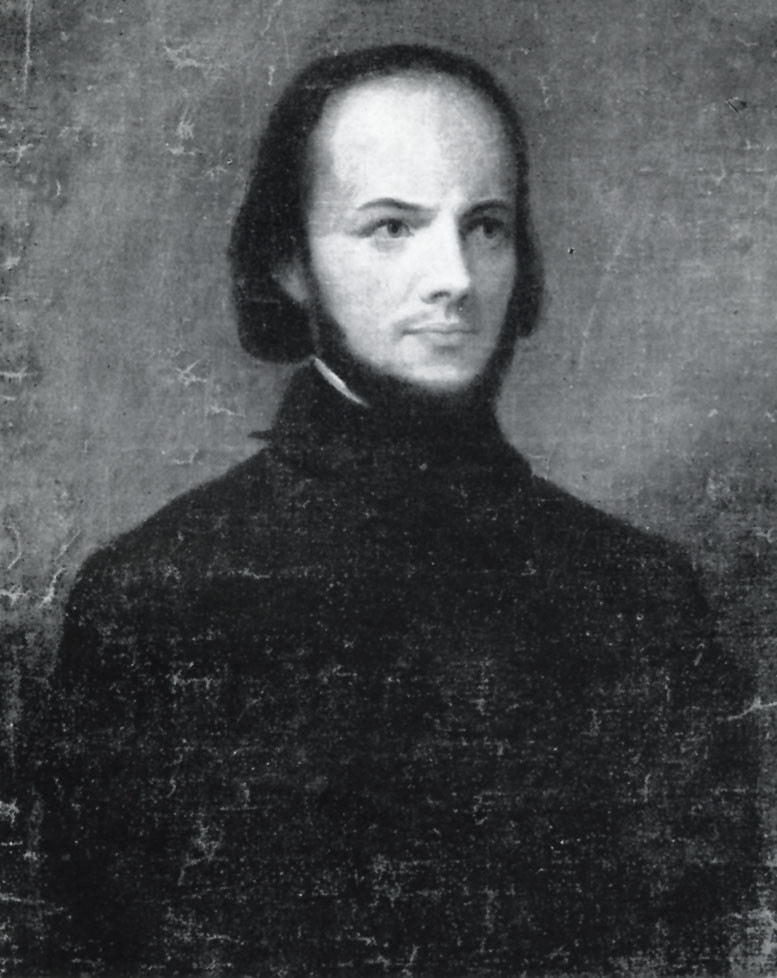
Griswold, circa 1840.

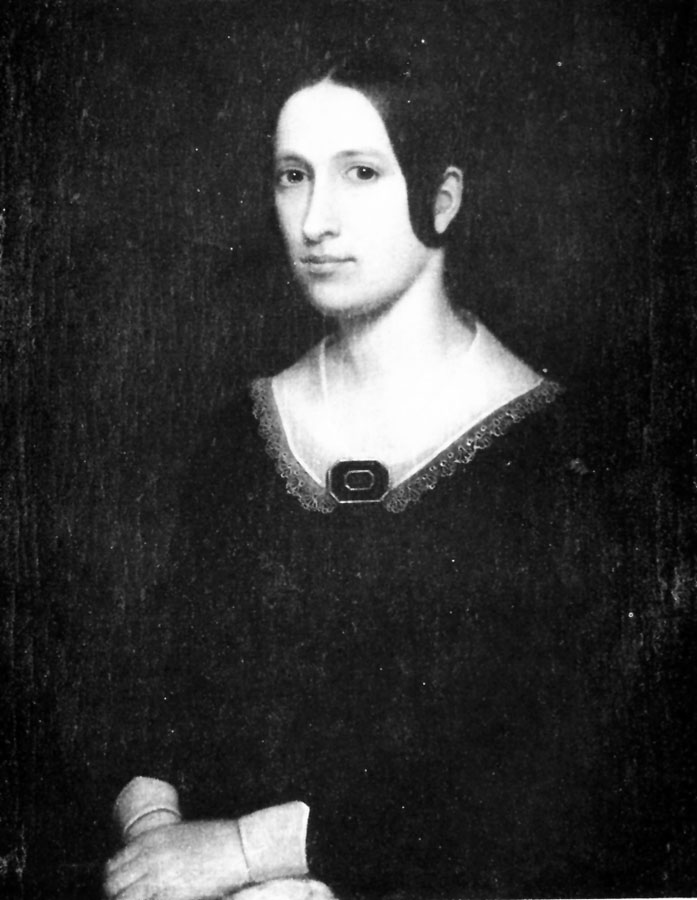
Caroline Searles en 1840.

### Principios profesionales y matrimonio
Tras un breve periodo como aprendiz de impresor, se trasladó a Syracuse, Nueva York, donde, con unos amigos, sacó a la luz un periódico de cotilleos llamado The Porcupine [El puerco espín], publicación que dejó malos recuerdos entre la población por su maledicencia.
Se trasladó a la ciudad de Nueva York en 1836 y, en marzo de ese año, le presentaron a una muchacha de 19 años llamada Caroline Searles, quien se convertiría en su esposa. Trabajó como redactor en varias publicaciones del área de Nueva York. En octubre pensó en presentarse a las elecciones por el partido Whig pero no recibió el apoyo de sus correligionarios. En 1837 fue nombrado predicador de la iglesia baptista, aunque nunca asistió a una congregación permanente.
Griswold contrajo matrimonio con Caroline el 12 de agosto de 1837, y la pareja tuvo dos hijas. Tras el nacimiento de su segunda hija, dejó a su familia en Nueva York y se trasladó a Filadelfia, importante foco literario de la época. Su partida, el 27 de noviembre de 1840, fue precipitada: dejó atrás su trabajo en el New York Tribune, y su biblioteca con varios miles de libros. Entró a trabajar en el periódico de Filadelfia Daily Standard y empezó a fraguar su reputación como crítico literario, muy conocido por su mordacidad y carácter vengativo.
El 6 de noviembre de 1842, visitó a su mujer en Nueva York, después de que esta hubiese dado a luz a su tercer hijo, un niño. Tres días más tarde, ya de regreso en Filadelfia, fue informado de que tanto ella como el bebé habían muerto. Profundamente afligido, Griswold viajó con el féretro en tren, sin separarse del mismo durante muchas horas. Cuando otros pasajeros le aconsejaron dormir un poco, él contestó besando los labios muertos de su mujer y abrazándola, con las dos niñas llorando a su lado. Se negó a abandonar el cementerio tras el funeral, incluso al quedarse solo, hasta que fue obligado a ello por un pariente.
Escribió un largo poema en verso blanco dedicado a Caroline, "Five Days" ["Cinco días"], que fue publicado en el New York Tribune el 16 de noviembre de 1842. A Griswold le costó gran trabajó asumir que su mujer había muerto y frecuentemente soñaba que se reunían de nuevo. Cuarenta días después de su entierro, penetró en su panteón, cortó un mechón de su pelo, la besó en la frente y los labios y lloró durante largo tiempo, permaneciendo junto al cadáver durante más de 30 horas, hasta que un amigo lo sacó de allí.

### Antologista y crítico

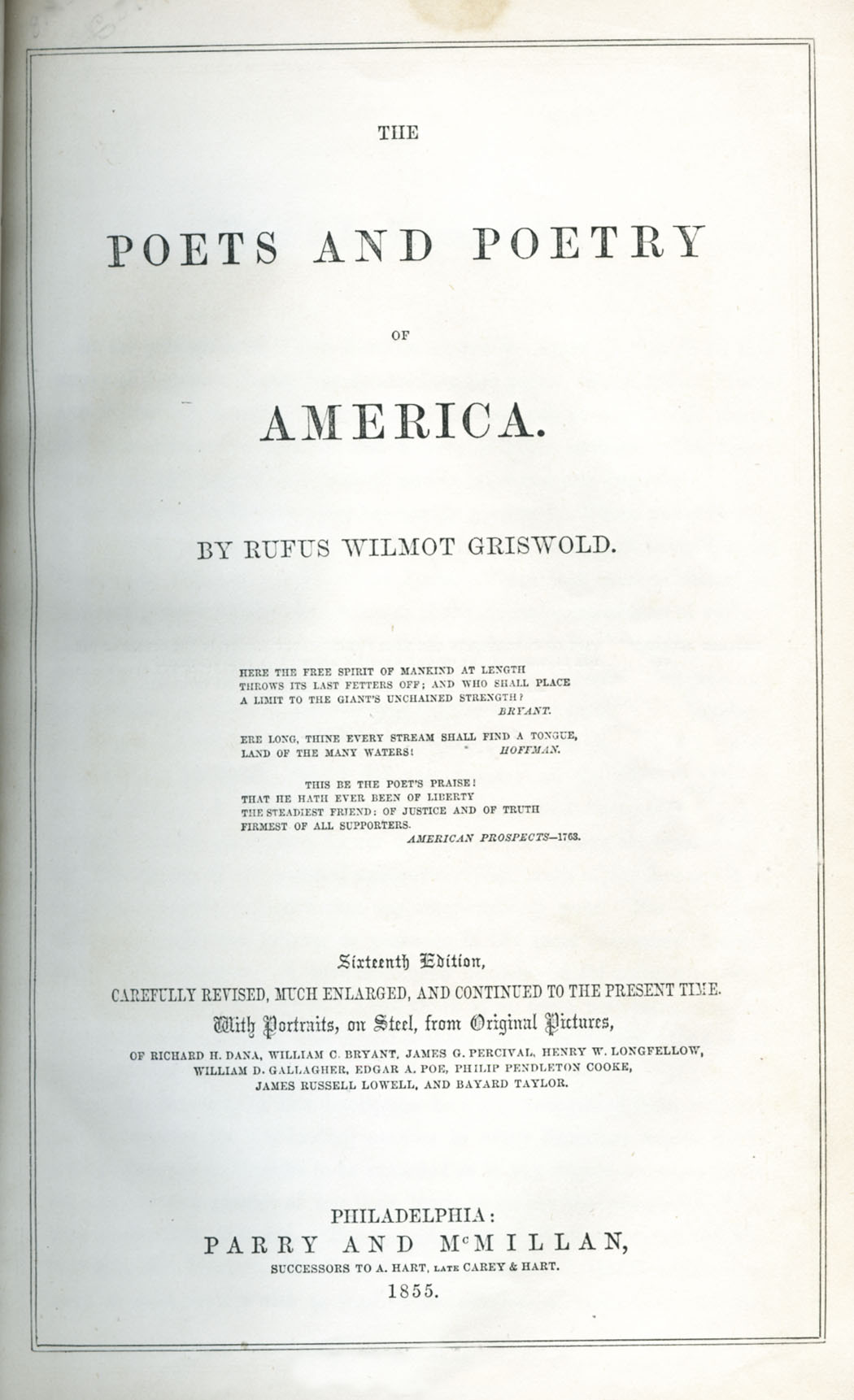
Edición de The Poets and Poetry of America (1855).

En 1842, Griswold sacó su antología de poetas estadounidenses titulada The Poets and Poetry of America, que dedicó a  Washington Allston. A lo largo de sus 476 páginas, recogía obras de unos 80 autores, entre ellos 17 poemas de Lydia Sigourney, 3 de Edgar Allan Poe y 45 de Charles Fenno Hoffman. A Hoffman, gran amigo de Griswold, se le dedicó el doble de espacio que a cualquier otro autor.
Griswold continuó supervisando muchas otras antologías, incluyendo "Biographical Annual", que reunía memorias de personas eminentes recientemente fallecidas, Gems from American Female Poets [Gemas de poetisas americanas], Prose Writers of America [Prosistas de América] y Female Poets of America [Poetisas de América]. Prosistas de América, publicado en 1847, fue preparado expresamente para competir con una antología similar de Cornelius Mathews y Evert Augustus Duyckinck. En la preparación de sus antologías, Griswold escribía a los autores vivos cuyo trabajo había seleccionado, solicitándoles sugerencias sobre qué obras incluir, así como datos para un bosquejo biográfico.
En 1843 fundó The Opal, un "gift book", o anuario para regalar, que recogía ensayos, cuentos y poesía. Su primera edición fue editada por Nathaniel Parker Willis, a finales de 1844. Durante un tiempo, Griswold fue editor del Saturday Evening Post y también publicó un libro de poesía propio: The Cypress Wreath [La corona de ciprés] (1844).
Sus poemas, con títulos como "The Happy Hour of Death" ["La feliz hora de la muerte"], "On the Death of a Young Girl" ["En la muerte de una joven"] y "The Slumber of Death" ["El sueño de la muerte"], se centraban en el tema de la mortalidad y la aflicción. En 1844 publicó otro libro de poemas: Christian Ballads and Other Poems [Baladas cristianas y otros poemas] y en 1854 el ensayo político The Republican Court or, American Society in the Days of Washington [La corte republicana o la sociedad americana en los días de Washington]. Este libro se propone cubrir los acontecimientos durante la presidencia de George Washington, aunque mezcla hechos históricos con leyendas apócrifas hasta hacer indistinguibles unos de otras.
Durante este período, Griswold a veces pronunciaba sermones desde el púlpito y pudo haber recibido un doctorado honorario del Shurtleff College, una institución baptista de Illinois, donde se le conocía como "Reverendo Dr. Griswold".

### Segundo matrimonio
Griswold se casó con Charlotte Myers, una mujer judía, el 20 de agosto de 1845; ella tenía cuarenta y dos años, él treinta y tres. Griswold fue presionado por los tíos de la novia, pese a su preocupación por las diferencias confesionales. Estas diferencias eran tan grandes que uno de los amigos de Griswold se refería a su mujer como "la pequeña judía". En su noche de bodas él descubrió, según cuenta su biógrafo, Joy Bayless, que «debido a una penosa malformación, ella era incapaz de ser su esposa», o, según el biógrafo de Poe, Kenneth Silverman, que era incapaz de practicar el sexo.
Griswold consideró no válido el matrimonio, tanto al menos como si el matrimonio se hubiese producido «entre individuos del mismo sexo o el sexo de uno de ellos fuese dudoso o ambiguo». En cualquier caso, la pareja se trasladó a Charleston (Carolina del Sur), la ciudad natal de Charlotte, y vivió bajo el mismo techo, aunque dormían en cuartos separados. Ninguno de los dos estaba contento con la situación, y a finales de abril de 1846 ella hizo que un abogado redactara un documento con el fin de «separarse totalmente y para siempre, lo que implica el divorcio efectivo». El contrato prohibía a Griswold volver a casarse y le otorgaba 1000 dólares como compensación por dejar a su hija Caroline a cargo de la familia Myers. Tras esta separación, Griswold regresó de inmediato a Filadelfia.

### Viaje a Nueva York
Varios años más tarde, Griswold regresó a Nueva York, dejando a su hija menor al cuidado de la familia Myers, y a la mayor, Emily, con parientes de la madre muerta. Para entonces era conocido como el Grand Turk ['Gran Turco']; en el verano de 1847 hizo planes para editar una antología de poesía femenina.
Pensaba que las mujeres eran incapaces de practicar la misma poesía «intelectual» que los hombres; para él, la poesía masculina y femenina eran distintas: «Las condiciones de habilidad estética en ambos sexos son probablemente distintas, si no opuestas», escribió en la introducción de la citada obra. La selección que realizó para The Female Poets of America no reunía necesariamente los mejores ejemplos de poesía, ya que hacía hincapié en los valores y moralidad tradicionales.
Ese mismo año, Griswold empezó a trabajar en lo que él consideró la «gran obra» de su vida, un gran diccionario biográfico. Trabajó en él durante muchos años e incluso anunció su publicación, pero esta nunca se produjo. Ayudó a Elizabeth F. Ellet a publicar su libro Women of the American Revolution [Las mujeres de la revolución americana], y montó en cólera al ver que ella no reconocía esta ayuda. En julio de 1848, visitó a la poetisa Sarah Helen Whitman, en Providence, Rhode Island, aunque estaba mal de salud. Sufría de vértigo y agotamiento y rara vez dejaba su apartamento de la universidad de Nueva York. Era además incapaz de escribir sin recurrir al opio.
En otoño de aquel año, sufrió un ataque de epilepsia, el primero de los muchos que sufriría a lo largo de su vida. Uno de estos ataques lo arrojó al agua desde un ferry en Brooklyn, y estuvo a punto de perecer ahogado. Escribió al editor James Thomas Fields: «Me encuentro en un estado lamentable, física y mentalmente. No sé cuál será mi fin. Me siento agotado, entre la vida y la muerte, el cielo y el infierno».
En 1849, sufrió una gran conmoción al enterarse de que Charles Fenno Hoffman, con quien había hecho gran amistad, había sido recluido en un asilo para enfermos mentales.
Pese a todo, siguió escribiendo y contribuyendo con críticas literarias para varias publicaciones, bien contratado o por su cuenta; estuvo, por ejemplo, veintidós meses, de julio de 1850 a abril de 1852, en The International Magazine. Allí, trabajó con colaboradores como Elizabeth Oakes Smith, Mary E. Hewitt y John R. Thompson.
En el número del 10 de noviembre de 1855 de la revista The Criterion, Griswold reseñó la obra Hojas de hierba, de Walt Whitman, calificándola de «a mass of stupid filth» [«un montón de necia basura»]. Asimismo, sugirió en latín que Whitman era homosexual, aludiendo a «ese horrible pecado impronunciable entre cristianos». Whitman decidió incluir la crítica en una edición posterior de Hojas de Hierba, posiblemente para demostrar lo alejado que se sentía de toda convencionalidad. Griswold fue uno de los primeros escritores del siglo XIX en insinuar la homosexualidad de Whitman.

### Divorcio y tercer matrimonio
Tras un breve flirteo con la poetisa Alice Cary, Griswold se comprometió con otra mujer, Harriet McCrillis. En principio no deseaba divorciarse de Charlotte Myers, ya que tenía pavor a "la publicidad" y también debido al amor a su hija. Sin embargo, finalmente presentó solicitud de divorcio en la corte de Common Pleas en Filadelfia, el 25 de marzo de 1852. Elizabeth F. Ellet —la antedicha escritora, protagonista, por cierto, también del escándalo más sonado en la vida de Poe: véase la sección correspondiente en el artículo «Virginia Clemm»— y Ann S. Stephens (otra escritora) se pusieron en contacto con Myers, instándola a que no aceptara el divorcio, y con McCrillis para que no se casase con Griswold.
A fin de convencer a Myers de que se divorciara, Griswold le permitió quedarse con su hija Caroline, con la condición de que firmase la declaración de que lo había abandonado. Myers aceptó y el divorcio se hizo oficial el 18 de diciembre; es probable que Griswold no volviera a ver ni a Myers ni a su hija nunca más. Se casó con McCrillis poco después, el 26 de diciembre de 1852. El matrimonio vivía en el número 196 de la calle West Twenty-third de Nueva York. Su hijo William nació el 9 de octubre del año siguiente.
Ellet y Stephens siguieron escribiendo a la exmujer de Griswold, tratando de convencerla de que hiciera revocar el divorcio. Myers fue convencida finalmente, y presentó la demanda en Filadelfia, el 23 de septiembre de 1853. El tribunal, sin embargo, había extraviado la documentación del divorcio y denegó la petición. Por si Griswold no tuviera suficientes problemas, un escape de gas en su casa provocó una explosión y un incendio. Sufrió graves quemaduras, perdiendo las pestañas, las cejas y siete uñas.
Ese mismo año, su hija de quince años, Emily, estuvo a punto de morir en Connecticut. El tren en que viajaba había caído de un puente levadizo en el cauce de un río. Cuando Griswold llegó vio cuarenta y nueve cadáveres en fila en la morgue. Emily había sido dada por muerta al ser encontrada bajo el agua, pero un médico logró revivirla. El 24 de febrero de 1856, la apelación al divorcio llegó a los tribunales; Ellet y Stephens declararon contra Griswold, pero al no asistir ni Griswold ni Myers, el recurso fue desestimado. Muy dolida por el calvario que había vivido, McCrillis abandonó a Griswold en Nueva York y regresó con su familia a Bangor, Maine.

### Muerte
Griswold murió de tuberculosis en Nueva York el 27 de agosto de 1857. Sarah Anna Lewis, escritora amiga, sugirió que las injerencias de Elizabeth F. Ellet habían acelerado su mal y que de esta forma «lo había llevado a la muerte». En el momento del óbito, la única decoración encontrada en su cuarto eran retratos de él mismo, de Frances Osgood y de Poe. Un amigo, Charles Godfrey Leland, encontró en su escritorio un cierto número de documentos prestos a ser publicados, en los cuales se atacaba con virulencia a varios autores. Leland decidió quemarlos.
El funeral se celebró el 30 de agosto. Entre los que portaban el ataúd estaban el propio Leland, Charles Frederick Briggs, George Henry Moore y Richard Henry Stoddard. Sus restos reposaron en un mausoleo durante ocho años, antes de su inhumación definitiva, el 12 de julio de 1865, en una tumba sin lápida del cementerio de Green-Wood de Brooklyn, Nueva York.
Su biblioteca de varios miles de volúmenes fue vendida por 3000 dólares para sufragar un monumento en su memoria, pero este nunca se erigió.

## Reputación e influencia

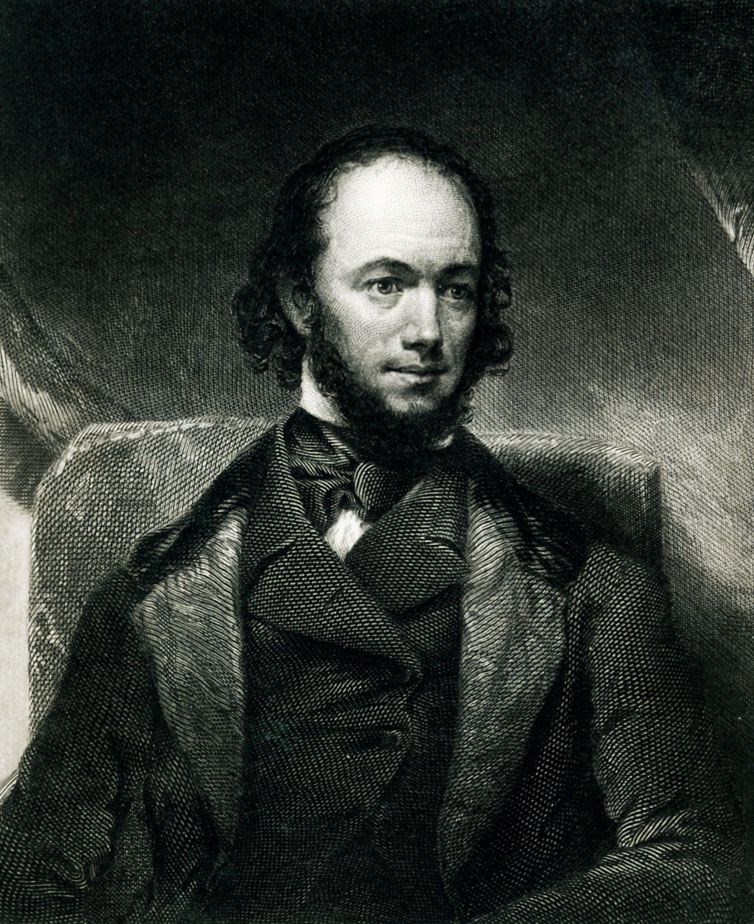
Grabado de una edición de 1855 de The Poets and Poetry of America.

La antología de Griswold The Poets and Poetry of America fue la más completa de su tiempo. Según afirmó el crítico Lewis Gaylord Clark, el libro de Griswold «sería representativo de la literatura inmortal de la época y la nación». La antología granjeó a su autor una gran reputación entre 1840 y 1860 y su primera edición tuvo tres reimpresiones en solo seis meses. Su elección de autores, no obstante, fue cuestionada. Un editor inglés revisó la antología y concluyó que «con dos o tres excepciones, no hay un poeta importante en toda la Unión» y definió el libro como «el acto más visible de martirio cometido hasta hoy al servicio de las musas transatlánticas». Aun así, el libro tuvo un gran éxito y siguió publicándose tras la muerte de su autor, a cargo de su amigo Richard Henry Stoddard.
En la actualidad, se ha apodado a The Poets and Poetry of America «cementerio de poetas», dado que la gran mayoría de autores que recoge ha pasado al olvido habiendo llegado a ser, en palabras del historiador de la literatura Fred Lewis Pattee, «muertos [...] más allá de toda resurrección». Pattee llamó también el libro «colección de basura poética» y «voluminosa inutilidad».
La crítica estadounidense actual define a Griswold como errático, dogmático, pretencioso y vengativo. Antologías posteriores como Prose Writers of America y Female Poets of America lo convertirían en un dictador literario, cuya aprobación solicitaban los escritores, aun temiendo su creciente arbitrariedad. Aunque trataban de impresionarle, varios autores no dejaron de expresar su opinión sobre el carácter de Griswold. Ann S. Stephens lo llamó falso y dijo que era «constitucionalmente incapaz de decir la verdad». Incluso sus amigos lo tenían por un consumado mentiroso y tenían un dicho: «¿Es un Griswold o es verdad?»
Otro de sus amigos lo llamó una vez «uno de los hombres más irritables y vengativos que he conocido». El escritor Cornelius Mathews escribió en 1847 que Griswold pescaba escritores para explotarlos, advirtiendo a «los pobres pececillos» para que evitaran «el anzuelo de Griswold». Una reseña de una de las antologías de Griswold, publicada anónimamente en el Saturday Museum de Filadelfia, el 28 de enero de 1843, la cual se cree escrita por Poe, se pregunta: «¿Cuál va a ser su [de Griswold] destino? El olvido. Sólo será recordado por aquellos a quienes injurió e insultó; se hundirá en la nada, sin dejar rastro, y si se le cita en la posteridad será para designarlo como el siervo infiel que abusó de la confianza de su amo».
El escritor James Russell Lowell, a quien en privado Griswold llamó «un asno, o mejor, un pobre desgraciado», compuso unos versos satíricos sobre Griswold en su poema "A Fable for Critics" ["Fábula de críticos"]:

Pero, un momento, aquí viene Títiro Griswold, te seguimos.
Las gallinas que primero despluma vivas y luego alimenta
son un cacareante enjambre, de cuyas cálidas plumas se viste,
confeccionándose un traje de cisne perfecto.

Griswold fue uno de los primeros postulantes de la enseñanza de la poesía, tanto estadounidense como inglesa, en las escuelas. Una de sus antologías: Readings in American Poetry for the Use of Schools [Lecturas de poesía americana para uso escolar], fue creada expresamente a tal fin.
Su pretendido conocimiento absoluto de la poesía de su país lo fundaba en el hecho de que había leído absolutamente toda la poesía escrita antes de 1850, alrededor de 500 volúmenes. «Griswold muestra más patriotismo literario, si se me permite decirlo así, que ninguna otra persona que yo haya conocido», escribió un colaborador de Graham's Magazine. «Desde que llegaron los Padres Peregrinos, ningún hombre o mujer ha escrito nada sobre ningún tema que haya escapado a su celoso escrutinio». El editor y biógrafo Evert Augustus Duyckinck comentó que «el pensamiento [de una literatura nacional] pareció posesionarse de la mente de Griswold con la fuerza de una monomanía». El poeta Philip Pendleton Cooke puso en cuestión la sinceridad de Griswold, afirmando que «debería haberlo deseado de verdad en vez de hablar tanto».
En los 1850, el nacionalismo literario de este autor había menguado un tanto, y se adhirió a la tendencia general de su tiempo de centrarse más en obras literarias inglesas, francesas y alemanas, hasta el punto de desvincularse de la «idea absurda de que podemos crear una literatura totalmente nueva».
Públicamente, Griswold apoyó el establecimiento de un ordenamiento internacional del copyright, aunque él mismo con frecuencia pirateó obras enteras en su tiempo de editor, sobre todo con The Brother Jonathan. Un editor contemporáneo dijo de él: «Se aprovecha de una situación que declara "inmoral, injusta e infame", pero cuanto más alto protesta, con más ahínco rapiña.» Aun así, fue elegido para representar a la industria editorial ante el Congreso en la primavera de 1844 para discutir la necesidad de legislar el copyright.

## Relación con Poe

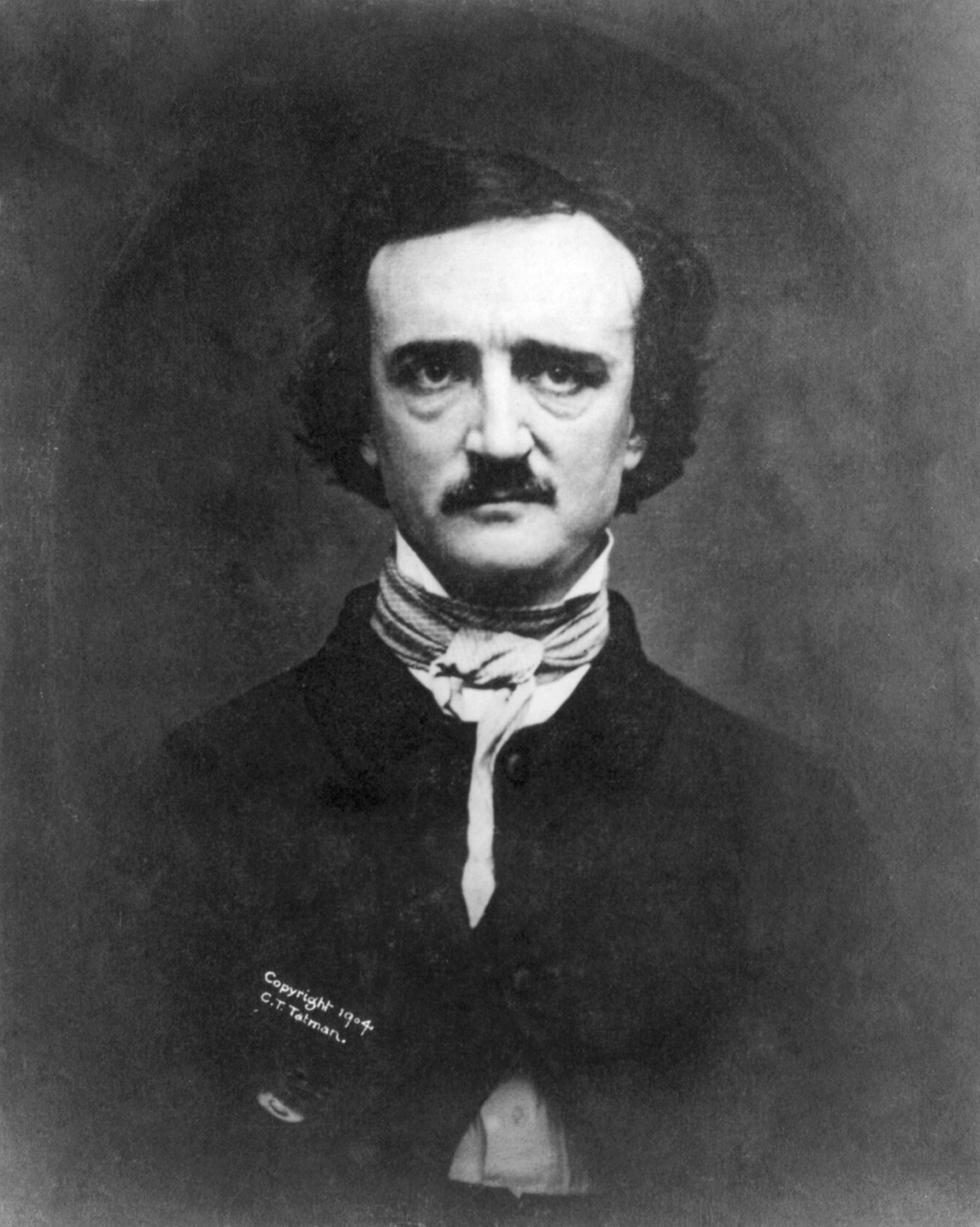
Daguerrotipo de Edgar Allan Poe en 1848, a la edad de 39 años, un año antes de su muerte.

Griswold conoció a Edgar Allan Poe en Filadelfia en mayo de 1841, cuando el primero trabajaba para el Daily Standard. Al principio, su relación era cordial, al menos aparentemente. En una carta del 29 de marzo de 1841, Poe envió a Griswold varios poemas para la antología The Poets and Poetry of America, diciendo que se sentiría orgulloso de ver «uno o dos de ellos en el libro». Griswold escogió tres de esos poemas: "Coliseum", "El palacio encantado" y "La durmiente". En noviembre de ese año Poe, quien antes había elogiado a Griswold en su serie "Autography", como «caballero de gusto refinado y sano juicio», escribió una crítica favorable de la antología de Griswold. Este se la pagó a Poe y prometió utilizar su influencia para que la misma fuera publicada en un periódico de Boston.
La crítica, aunque favorable en general, cuestionaba la inclusión de algunos autores y la exclusión de otros. Poe afirmó también que Griswold «favoreció indebidamente» a escritores de Nueva Inglaterra. Griswold había esperado más elogios de Poe, y este, en privado, había dicho que no estaba particularmente impresionado por el libro, denostándolo incluso como «una atroz patraña» en carta a un amigo. En otra carta a su colega Frederick W. Thomas, Poe sugirió que la promesa de Griswold de publicar la reseña era en realidad un soborno para que su dictamen fuera favorable, a sabiendas de que él necesitaba el dinero.
Para hacer las relaciones más tensas, solo meses después, Griswold fue contratado por George Rex Graham para asumir el puesto de Poe como editor de la Graham's Magazine. Griswold tuvo mejor sueldo y más control editorial sobre la revista que su predecesor.
Poco tiempo después, Poe empezó a pronunciar conferencias con el título "The Poets and Poetry of America", la primera de las cuales fue ofrecida en Filadelfia el 25 de noviembre de 1843. En ella atacó abiertamente a Griswold ante una gran audiencia, y siguió haciéndolo en ocasiones posteriores. Graham diría que en el transcurso de estas conferencias, Poe «dio a Griswold un repaso como para ser recordado».
En una carta de 16 de enero de 1845 que contestaba a otra de Griswold de dos días antes, Poe trató de reconciliarse con Griswold, pidiéndole disculpas por lo vertido en la conferencia aludida y haciendo votos por recobrar su amistad. He aquí el texto casi completo de ambas misivas:
- Griswold a Poe, 14 de enero de 1845:

Aunque tengo diversos motivos de querella contra usted, que usted fácilmente recordará, no voy a permitir, bajo ninguna circunstancia, como usted repetidamente ha insinuado, que mis asuntos privados influyan sobre mi juicio como crítico, o sobre la expresión del mismo. Respetaré, por lo tanto, mis primeras impresiones favorables sobre su trabajo, ya expresadas anteriormente a usted, y en un nuevo libro que tengo en preparación me esforzaré por hacerle perfecta justicia.

- Poe a Griswold, 16 de enero de 1845:

Querido Griswold –si me permite llamarlo así– su carta en principio me conmocionó dolorosamente, pero después sentí un gran placer: conmoción, porque me hizo ver que había perdido, debido a mi insensatez, a un amigo honorable; placer, porque vi en ello una esperanza de reconciliación.

He sido consciente, durante varias semanas, de que las razones que me movieron a hablar de su libro como lo hice (de usted siempre he hablado bien) se basan en la maledicencia de quien tiene por profesión la invención de travesuras. Sin embargo, le supongo irremediablemente ofendido, ya que no pude convencerle cuando nos reunimos en la oficina del "Tribune", aunque anhelaba hacerlo. Nada me proporcionaría un placer más sincero que el hecho de que usted aceptara estas disculpas, juzgándome así su amigo.
 
Si usted puede lograr olvidar el pasado, hágame saber dónde podemos hablar o, si lo desea, venga a verme al "Mirror", cualquier mañana alrededor de las 10. Podremos entonces hablar sobre los otros asuntos que, para mí al menos, son de mucha menos importancia que su buena voluntad.

Griswold modificó el texto de su propia carta, que recogió, como otras muchas de su correspondencia con Poe, en su "Memoria del autor" (véase más abajo), dejándolo de la siguiente manera:

Señor, Aunque tengo algunos motivos de querella contra usted, como bien parece recordar, no voy, bajo ninguna circunstancia, a permitir, como usted repetidamente ha insinuado, que mis relaciones personales influyan en la expresión de mis opiniones como crítico. A través de las pruebas que le adjunto de lo que yo había escrito antes de la recepción de su nota, podrá usted comprobar que mi opinión de su trabajo es la misma que cuando tenía el placer de considerarme su amigo.

Otra fuente de animosidad entre los dos hombres fue su competencia por la atención de la poetisa Frances Sargent Osgood en el segundo lustro de los 1840. Ella y Poe estaban todavía casados con sus respectivos cónyuges, pero coqueteaban entre sí abiertamente en público, lo que era muy comentado en el mundillo literario. Griswold, enamorado de Osgood, la escoltaba en los salones literarios y se convirtió en su más firme defensor. «Es en todos los aspectos la mujer más admirable que he conocido», le escribió al editor James Thomas Fields en 1848. Osgood respondió dedicando un libro de poesía a  Griswold, «como recuerdo de admiración por su genio, como gratitud por su carácter generoso y por sus valiosos consejos literarios».

### El obituario de "Ludwig"
Tras la muerte de Poe, Griswold escribió un obituario que firmó como "Ludwig". Se publicó en el número del 9 de octubre de 1849 del New York Tribune, y fue reproducido a menudo. Griswold declaró en él: «Edgar Allan Poe ha muerto. Murió anteayer en Baltimore. Esta noticia sorprenderá a muchos, y algunos se apenarán». "Algunos" ("a few"), ya que no tenía muchos amigos. Declaró que Poe solía vagabundear por las calles ya fuese «demente o melancólico», mascullando y maldiciéndose a sí mismo; añadió que se irritaba fácilmente, que era un gran envidioso y «consideraba la sociedad compuesta de villanos». La llave de su éxito había sido buscar «el derecho a despreciar a un mundo que irritaba a su engreimiento».
Gran parte de esta caracterización de Poe se copió casi literalmente de una ficticia, sobre el personaje de Francis Vivian, en la novela Los Caxtons, de Edward Bulwer-Lytton, y así lo declara Griswold expresamente en la "Memoria".
El biógrafo de Griswold, Joy Bayless, escribió que Griswold utilizó un pseudónimo no para enmascararse sino porque era su costumbre no firmar nunca sus colaboraciones en prensa. En cualquier caso, la identidad de Griswold fue pronto revelada. En una carta dirigida a Sarah Helen Whitman, de fecha 17 de diciembre de 1849, admitió su autoría del obituario de Poe. «Yo no era su amigo, ni él lo era mío», escribió.

### Memoria
Griswold afirmó que «entre las últimas peticiones del señor Poe» estaba que él se convirtiera en su albacea literario «en provecho de su familia». Griswold dijo que la tía y suegra de Poe, Maria Clemm, había confirmado esta voluntad de Poe el 9 de junio de 1849, y que renunciaba a cualquier derecho sobre las obras de su yerno muerto.
Existe un documento, de fecha 20 de octubre de 1849, a través del cual Clemm transfiere en efecto todos los poderes legales a Griswold, aunque no está firmado por testigos. Clemm, sin embargo, no tenía derecho a tomar tal decisión; la hermana sobreviviente de Poe, Rosalie, era su pariente más cercano.
Aunque Griswold había actuado como agente literario de otros escritores, no está claro si Poe realmente lo designó como su albacea (no es imposible que lo hiciera, en el sentido que apunta su relato "El demonio de la perversidad"), si se trató de un truco por parte de Griswold, o de un error de Maria Clemm. Otra posibilidad que se ha apuntado es que Poe fuese persuadido por Osgood para nombrar a Griswold su albacea.
En cualquier caso, Griswold, junto con James Russell Lowell y Nathaniel Parker Willis, editó una antología de las obras de Poe en tres volúmenes, que salió a la luz en enero de 1850. Griswold no compartió los beneficios de esta edición con los parientes de Poe que le habían sobrevivido. Esta edición contiene una sección biográfica titulada "Memoir of the Author" ["Memoria del autor"] que se ha hecho famosa por sus inexactitudes.
La "Memoria" describe a Poe como un demente, adicto a las drogas y borracho a todas horas. Muchas de estas afirmaciones las basó Griswold en cartas falsas que utilizó como prueba, siendo denunciado por aquellos que conocían bien a Poe, personas como Sarah Helen Whitman, Charles Frederick Briggs o George Rex Graham. En marzo, Graham publicó una nota en su revista acusando a Griswold de traicionar la confianza y cobrarse venganza de un muerto. «El señor Griswold –escribió– ha permitido que viejos prejuicios y enemistades cambiasen su imagen [de Poe].» Thomas Holley Chivers escribió un libro titulado New Life of Edgar Allan Poe [Nueva vida de Edgar Allan Poe] en el que respondió directamente a las acusaciones de Griswold. Manifestó sobre este: «No sólo es incompetente para editar sus obras [de Poe], sino también totalmente ignorante de las funciones que tanto él mismo como cualquier otro hombre deben a los muertos en tanto que sus albaceas literarios».
Hoy en día el nombre de Griswold se asocia a Poe como su character assassin, ([asesino de personaje], expresión inglesa que designa a aquel que se dedica a hundir la reputación de otro, ya esté vivo o muerto), aunque no todos creen que Griswold tuviera deliberadamente la intención de causar daño.
Otras sugerencias falsas que hizo Griswold fue que Poe fue expulsado de la Universidad de Virginia y que trató de seducir a la segunda esposa de su protector, John Allan. Lo que consiguieron estos intentos fue atraer la atención de los lectores sobre la obra de Poe, ya que les resultaba muy atractiva la idea de estar leyendo las obras de un auténtico "malvado". Esta falsa caracterización de Poe originada por Griswold se convertiría en la historia oficial sobre el desventurado autor de El cuervo durante los siguientes veinte años.

## Otros comentarios sobre el personaje
Julio Cortázar, quien opinaba de Griswold que era un «envidioso profesional», rescata un pasaje de la "Memoria" en que, sin embargo, el antologista parece oscilar en su criterio, al trazar una pomposa semblanza admirativa de Poe:

Su conversación alcanzaba a veces una elocuencia casi sobrenatural. Modulaba la voz con asombrosa destreza y sus grandes ojos, de variable expresión, miraban serenos o infundían una ígnea confusión en los de sus oyentes, mientras su rostro resplandecía o manteníase inmutablemente pálido, según que la imaginación apresurara el correr de su sangre o la helara en torno al corazón. Las imágenes que empleaba procedían de mundos que un mortal sólo puede ver con la visión del genio. Partiendo bruscamente de una proposición planteada exacta y agudamente en términos de máxima sencillez y claridad, rechazaba las formas de la lógica habitual, en un cristallino proceso de acumulación; alzaba sus demostraciones oculares en formas de grandeza tan lúgubre como fantasmal, o en otras de la más aérea y deliciosa belleza, tan detallada y claramente y con tanta rapidez, que la atención quedaba encadenada en medio de sus asombrosas creaciones.

 En la última página de la "Memoria", siguiendo con la comparación expresa del personaje de Bulwer-Lytton mencionado más arriba, afirma Griswold que «La pasión en él [Poe] comprendía muchas de las peores emociones que militan contra la felicidad humana». Y termina con las citadas afirmaciones sobre su pretendida envidia y su morboso engreimiento.
Robert Louis Stevenson afirmó lapidariamente de Griswold: «Mr. Ingram ha hecho todo lo posible por limpiar el nombre de Poe de las calumnias de Rufus Griswold, caballero, por nombre siniestro, que compone una figura tan repulsiva en la historia de la literatura que muy bien pudiera haber sido acuñada por la virulenta imaginación de su víctima».
Georges Walter, autor de una biografía en francés de Poe, califica a Griswold de «Yago de la literatura» (Yago es el traidor del Otelo shakespeariano). El hecho de convertirse en albacea literario de Poe «agrava la repulsión que el ex reverendo inspira a los entusiastas de Edgar Poe, indignados por el monumento de oprobio de que fue obstinado arquitecto, como si arreglara unas cuentas pacientemente acumuladas». Ya el obituario, para Walter, no tiene nada de improvisado. Y en cuanto a la "Memoria", afirma que consiste en un cúmulo de «falsificaciones de textos y mentiras que costó medio siglo desenmascarar».

## Obras
Antologías
- Biographical Annual (1841)
- The Poets and Poetry of America (1842, first of several editions)
- Gems from American Female Poets (1842)
- Readings in American Poetry for the Use of Schools (1843)
- Curiosities of American Literature (1844)
- The Poets and Poetry of England in the Nineteenth Century (1844)
- The Prose Works of John Milton (1845)
- The Poets and Poetry of England (1845)
- Poetry of the Sentiments (1846)
- Scenes in the Life of the Savior (1846)
- Prose Writers of America (1847)
- Female Poets of America (1848)
- The Sacred Poets of England and America (1848)
- Gift Leaves of American Poetry (1849)
- Poetry of the Flowers (1850)
- The Gift of Affection (1853)
- Gift of Flowers, or Love's Wreath (1853)
- Gift of Love (1853)
- Gift of Sentiment (1854)

Poesía
- The Cypress Wreath: A Book of Consolation (1844)
- Illustrated Book of Christian Ballads (1844)

Ensayo
- The Republican Court or, American Society in the Days of Washington (1854)

### En inglés
- Algunos textos de Griswold en Wikisource (en inglés)
- "Edgar Allan Poe y Rufus Wilmot Griswold" en la Edgar Allan Poe Society en línea
- The Works of the Late Edgar Allan Poe (Edición de Griswold) en la Edgar Allan Poe Society en línea
- Libros de Rufus Wilmot Griswold en Google Book Search

- Datos: Q1990139
- Multimedia: Rufus Wilmot Griswold / Q1990139